# Shari Arison
Shari Arison (en hebreo: שרי אריסון‎; Nueva York, 9 de septiembre de 1957) es una empresaria y filántropa israelí-estadounidense, y la mujer más rica de Israel. Es propietaria de Arison Investments, que comprende varias empresas comerciales, y de The Ted Arison Family Foundation, que comprende varias organizaciones filantrópicas que operan como sus subsidiarias. Fue la accionista mayoritaria del Banco Hapoalim durante 21 años y, después de vender algunas de sus acciones en noviembre de 2018, dejó de ser la accionista mayoritaria del banco. También fue propietaria de Shikun & Binui durante 22 años, vendida al Grupo Saidoff el 6 de agosto de 2018.
En 2007, según Forbes, era la mujer más rica de Oriente Medio y la única mujer que figuraba entre las 20 personas más ricas de la región en 2007. A partir de julio de 2020, Forbes estimó su fortuna en US $ 3.8 mil millones, convirtiéndola en la 590°persona más rica del mundo, y la cuarta persona más rica de Israel.

## Biografía
Arison nació en Nueva York y es hija del empresario Ted Arison y Mina Arison Sapir. Tiene un hermano mayor, Micky. En 1966 sus padres se divorciaron y ella se mudó a Israel para vivir con su madre. A la edad de 12 años regresó a los Estados Unidos para vivir con su padre, y cinco años después regresó a Israel para alistarse en las Fuerzas de Defensa de Israel. En 1999 murió el padre de Arison y le legó el 35% de sus posesiones.
En 2003, fue objeto de protestas después de que 900 trabajadores fueran despedidos del Banco Hapoalim.
En marzo de 2009, Arison patrocinó el tercer "Día de las buenas obras" anual de Israel en el que su organización sin fines de lucro, Ruach Tova, inspiró a miles de israelíes a participar en el voluntariado en todo el país. Como parte del evento, que tuvo lugar cerca de Tel Aviv, una orquesta juvenil palestina actuó en un concierto de una hora en honor a los sobrevivientes del Holocausto. Tocaron melodías árabes clásicas y canciones de paz, pero cuando el grupo regresó a Yenín, las autoridades árabes locales condenaron a la líder de la orquesta por su "explotación de los niños con fines políticos". El evento atrajo la atención de los medios de todo el mundo. Tras el concierto para celebrar el "Día de las buenas obras", la directora de orquesta fue expulsada de su ciudad natal de Yenín.
Arison recibió el premio Partners for Democracy otorgado por la Liga de Amistad Americana-Israelí en 2010, por su contribución a la promoción de las economías de Israel y Estados Unidos.

## Vida personal
Arison se ha casado y divorciado tres veces. Su primer marido fue José Antonio Sueiras, oficial de uno de los barcos propiedad de su padre; tuvieron tres hijos. Su segundo marido fue el jugador de baloncesto Miki Dorsman; tuvieron un hijo. Su tercer marido fue Ofer Glazer.